# Vazvān
Vazvān (persiska: وزوان) är en ort i Iran.   Den ligger i provinsen Esfahan, i den centrala delen av landet, 250 km söder om huvudstaden Teheran. Vazvān ligger 1 971 meter över havet och antalet invånare är 4 661.
Terrängen runt Vazvān är platt österut, men västerut är den kuperad. Runt Vazvān är det ganska glesbefolkat, med 38 invånare per kvadratkilometer. Närmaste större samhälle är Meymeh, 3,5 km norr om Vazvān. Trakten runt Vazvān består i huvudsak av gräsmarker.